# Metropolia przemysko-warszawska

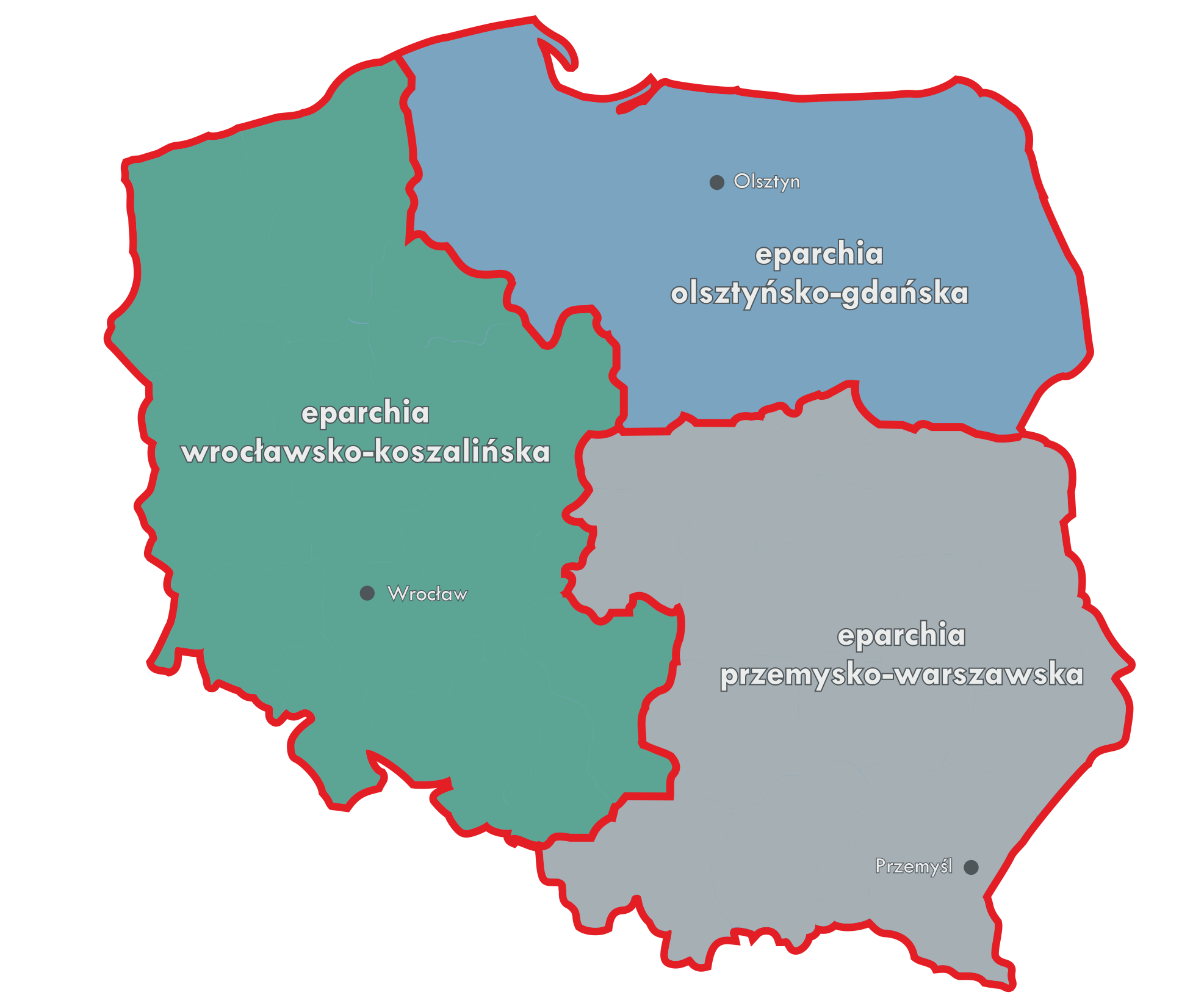
Podział Kościoła Greckokatolickiego w Polsce

Metropolia przemysko-warszawska (łac. Metropoli Premisliensis-Varsaviensis ritus byzantini ucraini) – jedyna metropolia obrządku bizantyjsko-ukraińskiego w polskim Kościele katolickim. Ustanowiona 24 maja 1996 w efekcie reorganizacji struktur Kościoła greckokatolickiego na terenie Polski bullą przez Jana Pawła II. Obejmuje cały kraj (tak jak wcześniejsza, utworzona w 1991 eparchia przemyska).
6 lutego 2023 Metropolia przemysko-warszawska, biorąc pod uwagę wcześniejszą decyzję UCGK na Ukrainie oraz opinię Delegatów Rady Generalnej Diecezjalnej w Porszewicy z czerwca 2022, podjęła decyzję o przejściu od 1 września 2023 na kalendarz nowojuliański.

## Eparchie wchodzące w skład metropolii
1. Archieparchia przemysko-warszawska
2. Eparchia wrocławsko-koszalińska
3. Eparchia olsztyńsko-gdańska

## Biskupi metropolii

### Biskupi diecezjalni
- Metropolita: ks. abp Eugeniusz Popowicz (Przemyśl)
- Sufragan: ks. bp Włodzimierz Juszczak OSBM (Wrocław)
- Sufragan: ks. bp Arkadiusz Trochanowski (Olsztyn)

### Biskupi pomocniczy
- Biskup pomocniczy: ks. bp Mariusz Dmyterko  (Wrocław)

### Biskup senior
- abp Jan Martyniak (Przemyśl)

## Metropolici
- 1996–2015: abp Jan Martyniak
- od 19 XII 2015: abp Eugeniusz Popowicz

## Główne świątynie
- Sobór Archikatedralny św. Jana Chrzciciela w Przemyślu
- Katedra św. Wincentego i św. Jakuba we Wrocławiu
- Katedra Pokrowa (Opieki) Matki Bożej w Olsztynie
- Konkatedra Zaśnięcia Najświętszej Marii Panny w Warszawie (monaster św. Jozafata)
- Konkatedra Zaśnięcia Najświętszej Bogurodzicy w Koszalinie[7]
- Konkatedra św. Bartłomieja i Opieki Najświętszej Bogurodzicy w Gdańsku

## Galeria

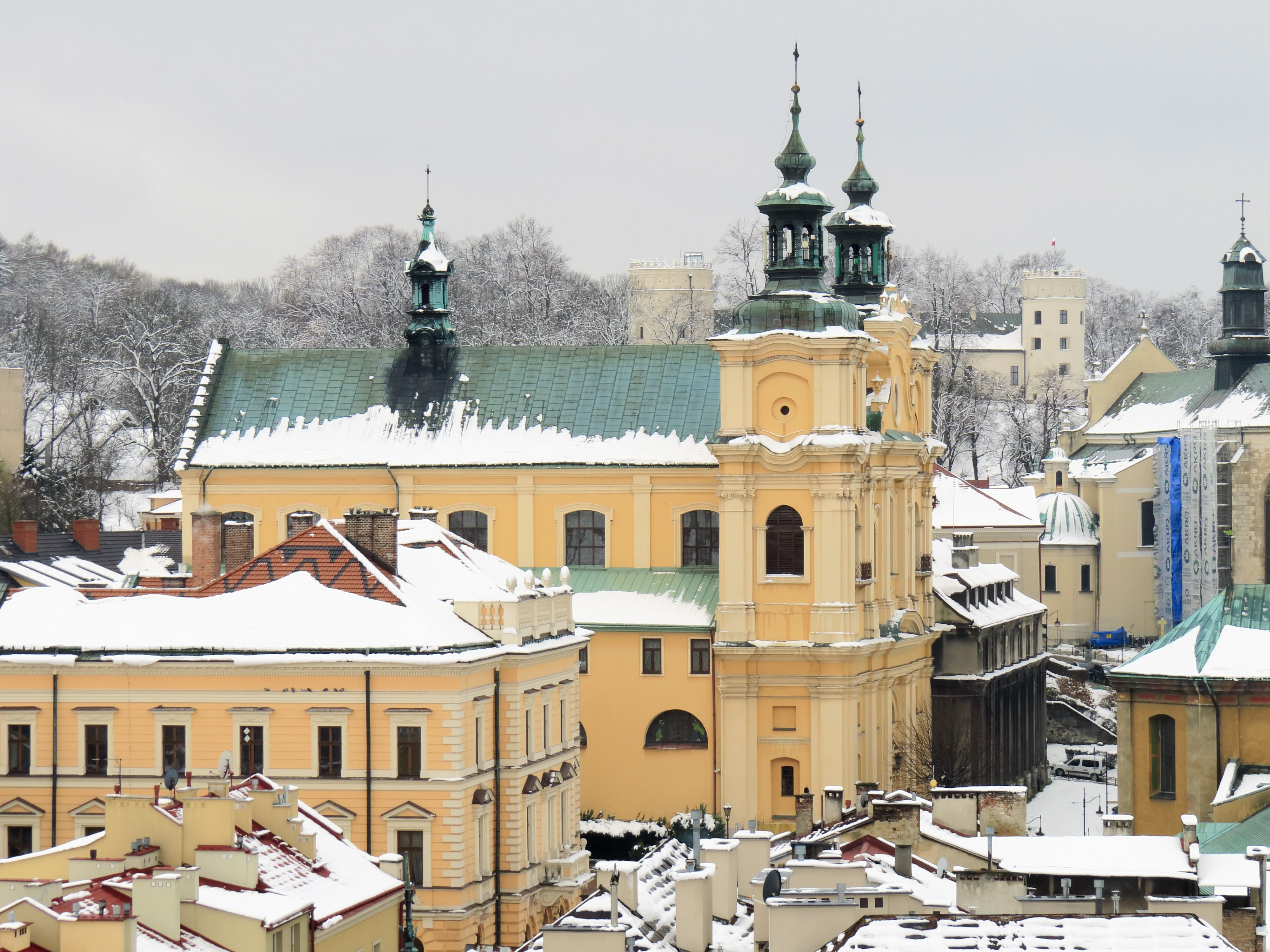
Sobór Archikatedralny św. Jana Chrzciciela w Przemyślu
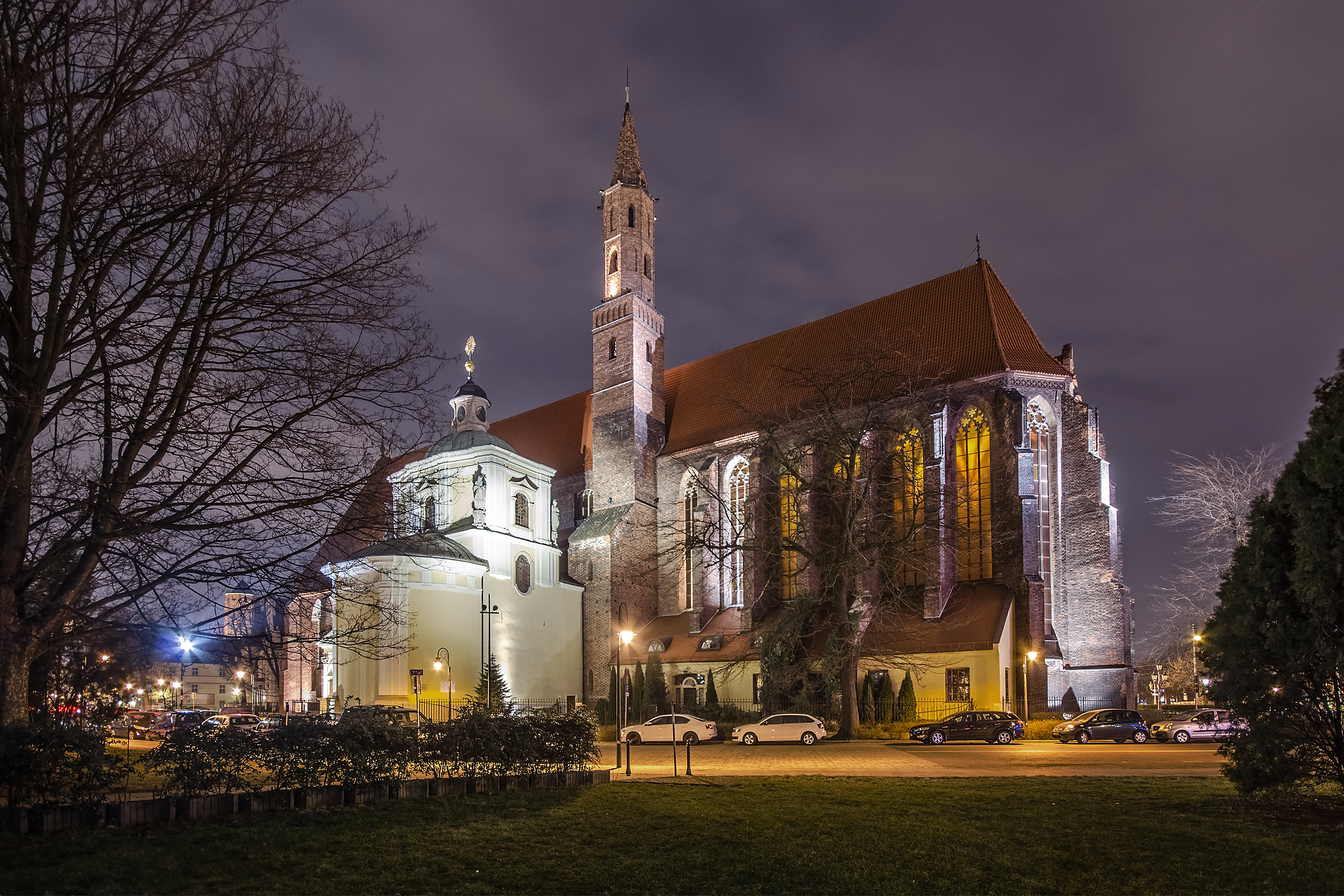
Katedra św. Wincentego i św. Jakuba we Wrocławiu
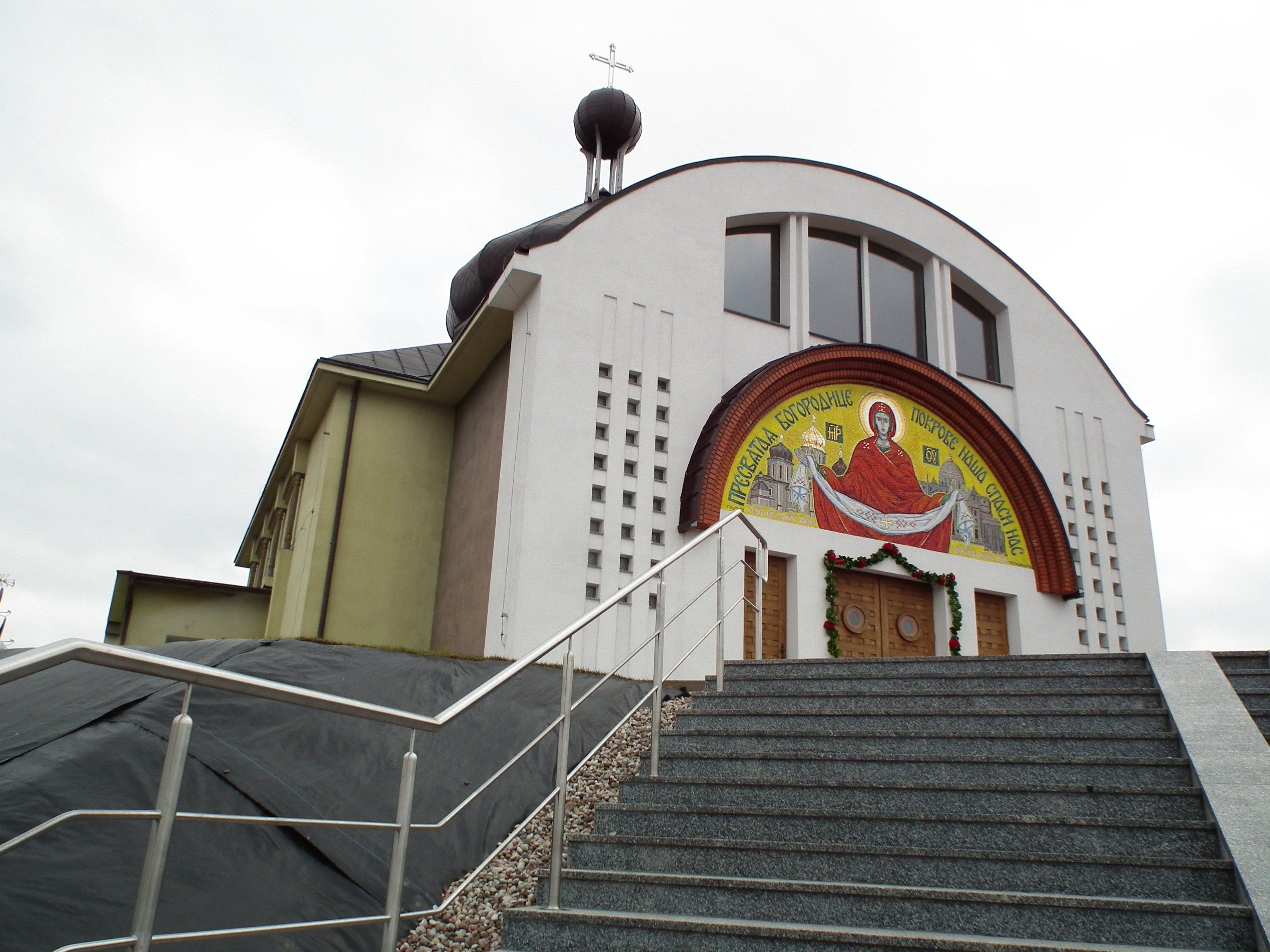
Katedra Pokrowa (Opieki) Matki Bożej w Olsztynie
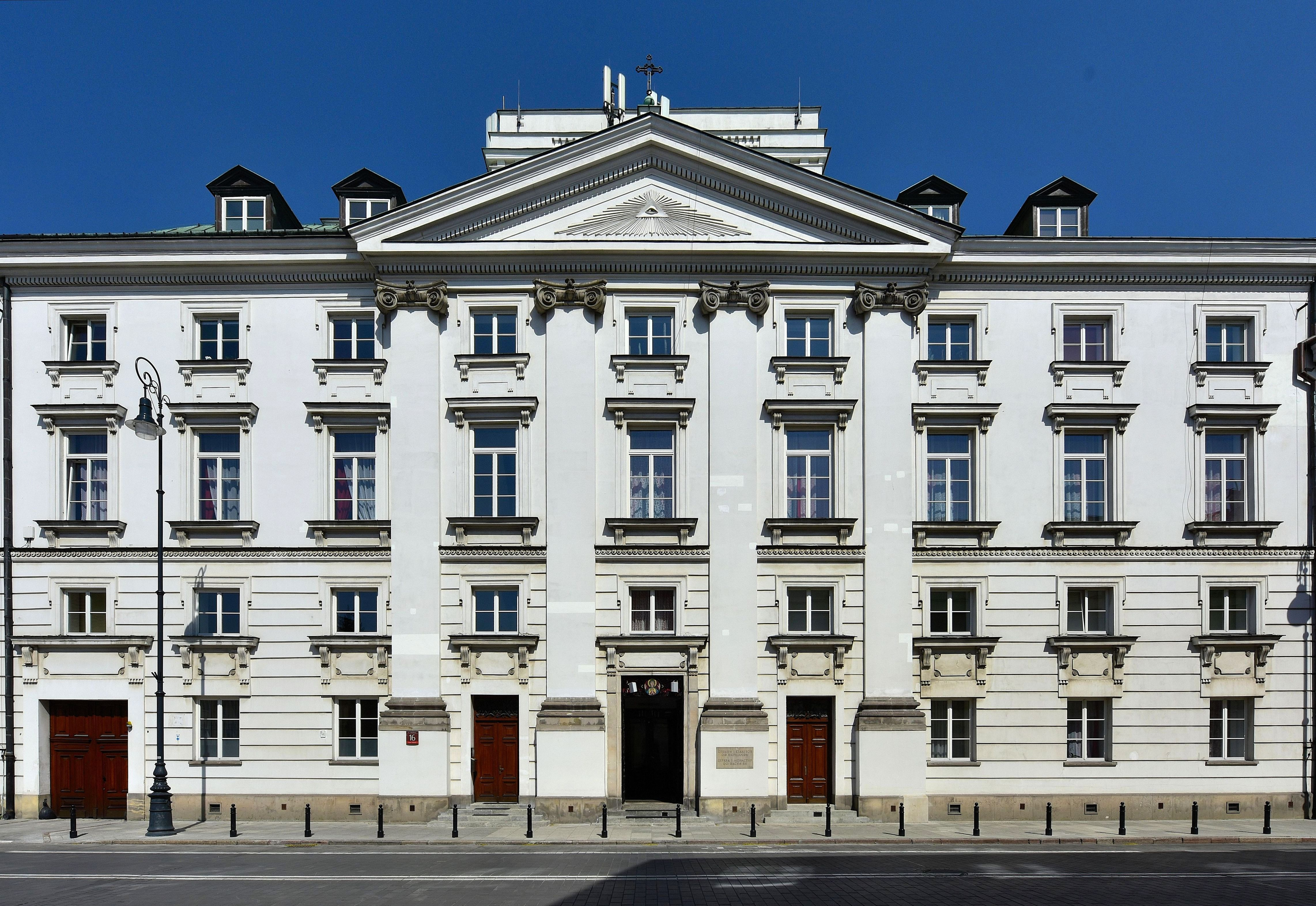
Konkatedra Zaśnięcia Najświętszej Bogurodzicy i monaster św. Jozafata biskupa i męczennika w Warszawie
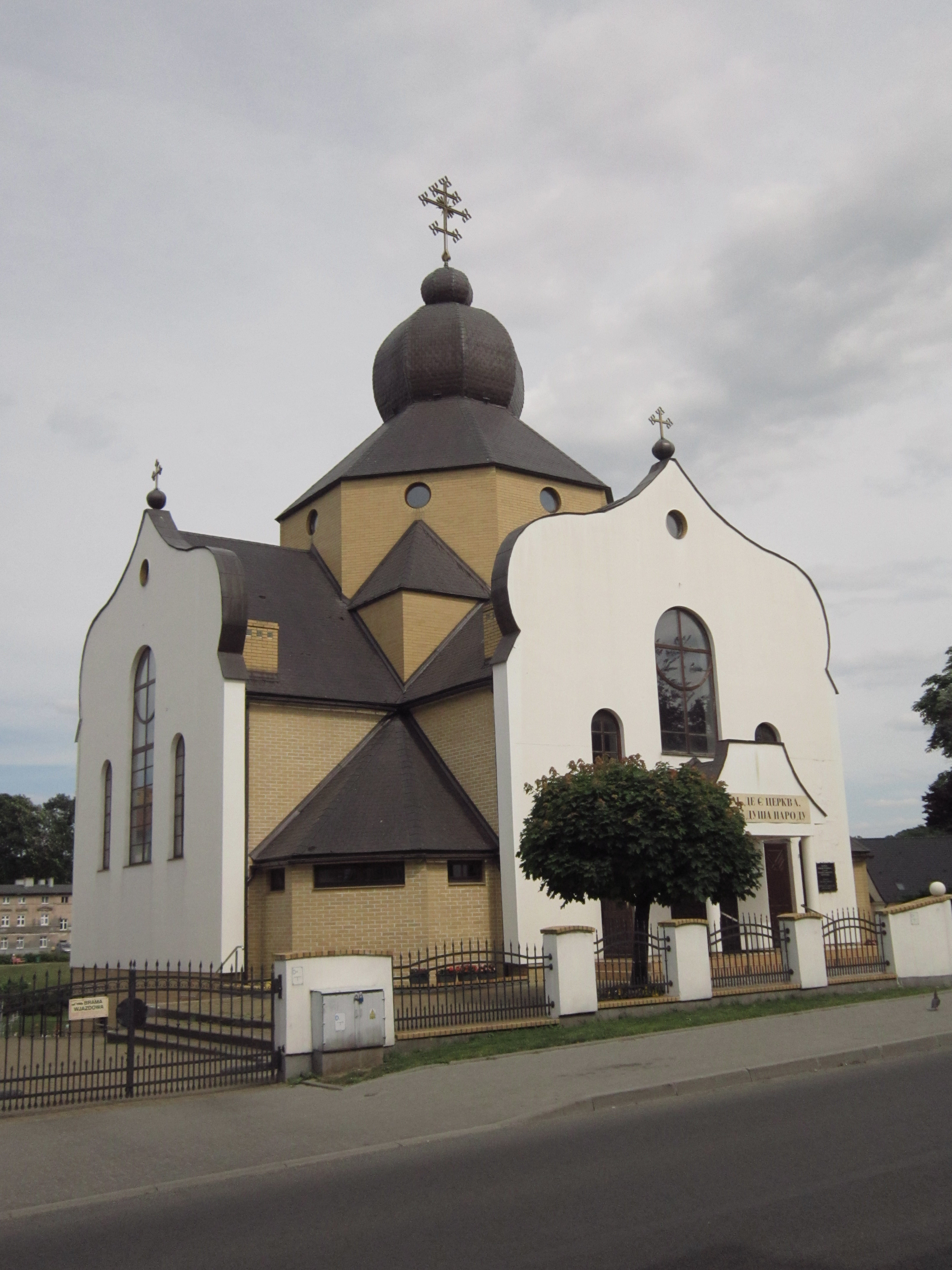
Konkatedra Zaśnięcia Najświętszej Bogurodzicy w Koszalinie
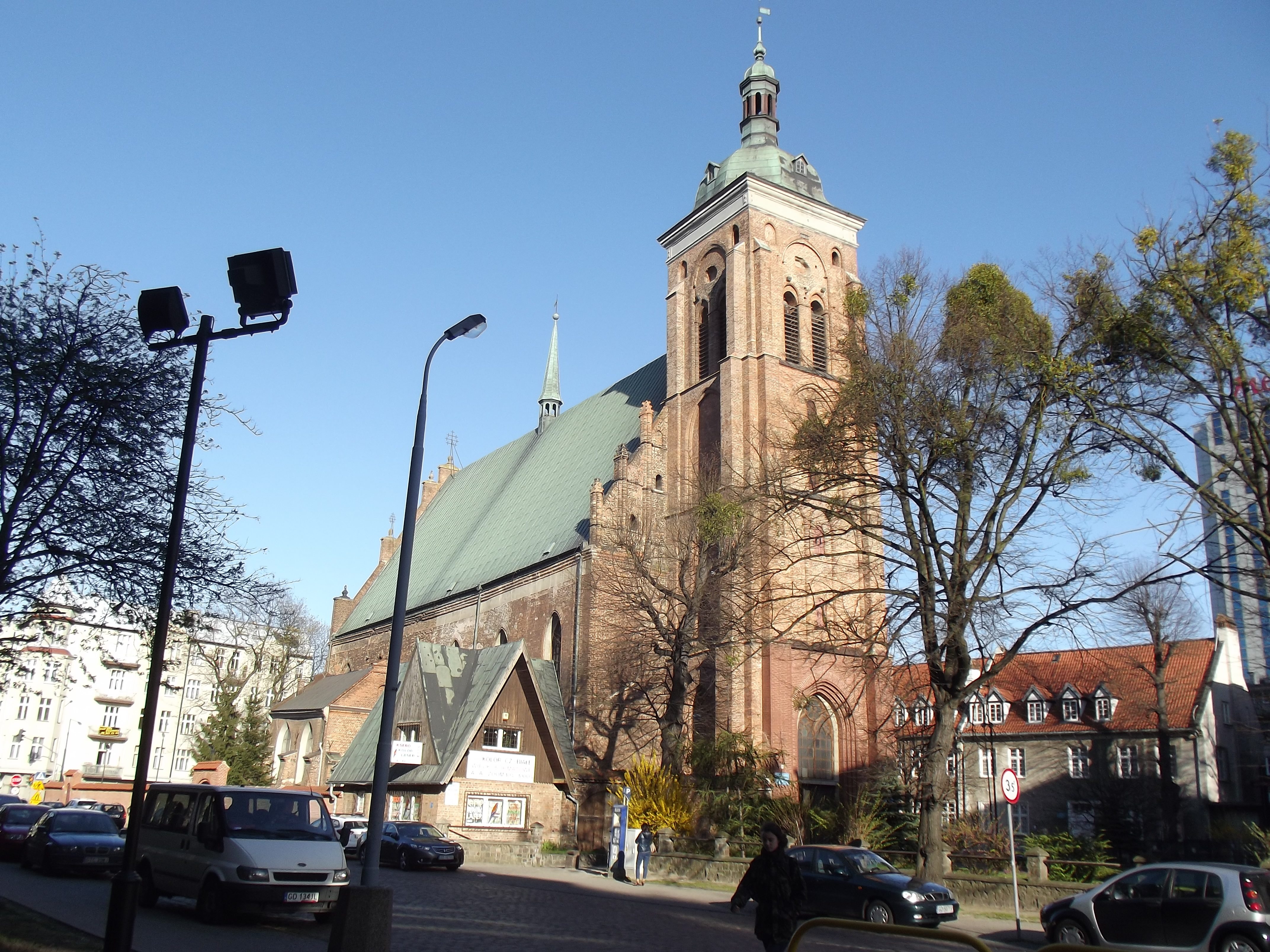
Konkatedra św. Bartłomieja i Opieki Najświętszej Bogurodzicy w Gdańsku